# 나카노 이쿠미
나카노 이쿠미(일본어: 中野 郁海 なかのいくみ[*], 2000년 8월 20일 ~ )는 일본의 아이돌이며, 여성 아이돌 그룹 전 AKB48 팀8 돗토리 현 대표와 팀K의 멤버이다.
돗토리현 출신.

## 내력
2014년 
- 4월 3일, 프로젝트 발표회에서 팀8 멤버로서 첫 피로하였다.
- 8월 5일, 팀8 「PARTYが始まるよ」공연으로 극장 공연에 데뷔하였다.
- 11월 26일의 발매의 AKB48 38th 싱글 「望的リフレイン」에 첫 선발 멤버로 들어가게 된다.

 2015년 
- 3월 26일, 사이타마 슈퍼 아레나에서 개최된 《AKB48 봄의 단독 콘서트 ~차기 총감독 아직 수행중~》에서, 팀K를 겸임하는 것이 발표되었다.

2019년
- 5월 30일, AKB48를 졸업.

## AKB48에서의 참가곡

### 싱글 CD 선발곡
- 〈心のプラカード 마음의 플래카드〉에 수록
  - 47の素敵な街へ / 47의 멋진 거리에 - 팀8 명의
- 望的リフレイン / 희망적 리프레인
  - 制服の羽根 / 제복의 날개 - 팀8 명의
- 〈Green Flash〉에 수록
  - 挨拶から始めよう / 인사부터 시작하자 - 팀8 명의
- 僕たちは戦わない / 우리는 싸우지 않아
  - Summer side - 셀렉션 16 명의
  - 汚れている真実 / 더러워지고 있는 진실 - 팀8 선발 명의
- 〈唇にBe My Baby 입술에 Be My Baby〉에 수록
  - お姉さんの独り言 / 언니의 혼잣말 - Team K 명의
  - あまのじゃくバッタ / 심술꾸러기 메뚜기 - Team 8 명의
- 〈翼はいらない 날개는 필요 없어〉에 수록
  - 哀愁のトランペッター / 애수의 트럼펫 연주자 - Team K 명의
  - 夢へのルート / 꿈으로의 길 - Team 8 명의
- 〈ハイテンション 하이 텐션〉에 수록
  - 思春期のアドレナリン / 사춘기의 아드레날린 - Team 8 West 명의

### 앨범 CD 수록곡
- 《ここがロドスだ、ここで跳べ! 여기가 로도스다, 여기서 뛰어라!》에 수록
  - Birth
  - へなちょこサポート / 풋내기 서포트 - 팀8 명의
- 《0과 1 사이》에 수록
  - 愛の使者 / 사랑의 사자 - 팀K 명의
  - 一生の間に何人と出逢えるのだろう / 평생 몇 명이나 사람을 만나는 걸까 - 팀8 명의

## 출연

### TV 프로그램
- AKBINGO! (부정기 출연, 닛폰 TV)
- AKB48의 너, 누구? (부정기 출연, NOTTV)
- AKB48 SHOW! (부정기 출연, BS 프리미엄)
- CATV 네트워크 ~ 강추! 츄고쿠 편 (2015년 3월 29일, BS 프리미엄)
- PRODUCE 48 (2018년 6월 15일 ~ 2018년 8월 31일, Mnet)